# Денні Тіатто
Денні Тіатто (англ. Danny Tiatto, нар. 22 травня 1973) — австралійський футболіст, що грав на позиції лівого захисника.
Виступав, зокрема, за клуб «Манчестер Сіті» та «Лестер Сіті», а також національну збірну Австралії.

## Клубна кар'єра

### Ранні роки
Народився 22 травня 1973 року. Почав свою футбольну кар'єру в клубі «Буллін Лайонз» з Прем'єр-ліги штату Вікторія, в якому добре себе зарекомендував і забезпечив перехід в «Мельбурн Найтс», що виступав у вищому дивізіоні країни. Новому клубу Денні допоміг стати двічі поспіль національним чемпіоном.
У 1996 році половину сезону провів у італійському клубі «Салернітана» в Серії Б. Наступного року він перейшов у швейцарський «Баден». 25 листопада 1997 року на правах оренди перейшов до англійського «Сток Сіті», що грав у другому за рівнем дивізіоні країни. Єдиний гол забив Тіатто 7 березня 1998 року в домашньому матчі проти «Гаддерсфілд Таун».

### «Манчестер Сіті»
Влітку 1998 року за 300 тисяч фунтів стерлінгів Тіатто підписав контракт з «Манчестер Сіті». У першому сезоні Денні відзначився недисциплінованістю і великим набором жовтих карток, тим не менш команда посіла третє місце і вийшла до другого за рівнем дивізіону Англії. А в наступному сезоні Тіатто допоміг клубу вийти в Прем'єр-лігу. У сезоні 2000/01 «Сіті» вилетів назад в Перший дивізіон, але Тіатто зарекомендував себе як гравець, що бореться, за що був визнаний в тому сезоні гравцем року «Манчестер Сіті». У наступному сезоні клуб знову повернувся в елітний дивізіон. У 6 турі проти «Блекберн Роверс» Денні вийшов на заміну і через 6 хвилин отримав червону картку, за що надовго сів на лавку запасних. Травми також обмежили його виступи: зігравши в 13 матчах за останні 2 роки перебування в «Сіті». Влітку 2004 року, після того як контракт з манчестерским клубом закінчився, Тіато підписав 2-річний контракт з «Лестер Сіті», що грав у Чемпіоншипі.

### «Лестер Сіті»
У «Лестер Сіті» Тіатто використовувався як лівий вінгер або центральний півзахисник. Він був основним гравцем клубу і улюбленцем фанатів, за що в 2005 році був визнаний гравцем сезону «Лестера». Однак, в сезоні 2005/06 Денні рідко виходив через недисциплінованість і травми.
Тіатто став капітаном клубу, перейнявши пов'язку у Метта Елліотта, коли шотландець в 2005 році завершив кар'єру. Наприкінці сезону 2005/06 новим капітаном став Педді Маккарті.

### «Брисбен Роар»
У лютому 2007 року Тіатто перейшов у «Брисбен Роар». 1 липня Денні дебютував у товариському матчі проти південноафриканського клубу «Суперспорт Юнайтед». У 21 турі забив дебютний клуб у ворота «Перт Глорі». Загалом у клубі Тіатто провів три сезони.

### Завершення кар'єри
Після того, як Тіатто посварився з головним тренером «Роар» Анге Постекоглу, Тіатто пішов з «Брисбена». У 2010 році він підписав контракт з «Мельбурн Найтс». Пізніше він виступав за нижчолігові австралійські клуби «Сент-Олбанс Сейнтс», «Веррібі Сіті» і «Поінт Кук», де і завершив ігрову 2013 року.

## Виступи за збірні
1996 року захищав кольори олімпійської збірної Австралії на Олімпійських іграх 1996 року в Атланті, де його команда не вийшла з групи.
8 лютого 1995 року дебютував в офіційних матчах у складі національної збірної Австралії в товариському матчі проти Колумбії (0:0).
У складі збірної був учасником кубка націй ОФК 1996 року на якому його збірна здобула золоті нагороди, втім сам Тіатто на поле не виходив. Згодом Денні зіграв три матчі на Кубку націй ОФК 2000 року у Французькій Полінезії, здобувши другий у своїй кар'єрі титул переможця турніру. На цьому турнірі у матчі групового етапу з Островами Кука (17:0) він забив свій єдиний гол у збірній.
Всього протягом кар'єри у національній команді, яка тривала 11 років, провів у її формі 23 матчі, забивши 1 гол.

## Статистика

### Клубна
| Клуб                 | Сезон   | Ліга                           | Ліга  | Ліга | Кубок | Кубок | Кубок ліги | Кубок ліги | Інше  | Інше | Всього | Всього |
| Клуб                 | Сезон   | Дивізіон                       | Матчі | Голи | Матчі | Голи  | Матчі      | Голи       | Матчі | Голи | Матчі  | Голи   |
| -------------------- | ------- | ------------------------------ | ----- | ---- | ----- | ----- | ---------- | ---------- | ----- | ---- | ------ | ------ |
| «Буллін Лайонз»      | 1992    | Прем'єр-ліга Вікторії          | 2     | 0    | —     | —     | —          | —          | —     | —    | 2      | 0      |
| «Буллін Лайонз»      | 1993    | Прем'єр-ліга Вікторії          | 13    | 0    | —     | —     | —          | —          | —     | —    | 13     | 0      |
| «Буллін Лайонз»      | 1994    | Прем'єр-ліга Вікторії          | 23    | 1    | —     | —     | —          | —          | —     | —    | 23     | 1      |
| «Буллін Лайонз»      | Всього  | Всього                         | 38    | 1    | —     | —     | —          | —          | —     | —    | 38     | 1      |
| «Мельбурн Найтс»     | 1994/95 | Національна футбольна ліга     | 25    | 3    | —     | —     | —          | —          | —     | —    | 25     | 3      |
| «Мельбурн Найтс»     | 1996/97 | Національна футбольна ліга     | 18    | 0    | —     | —     | —          | —          | —     | —    | 18     | 0      |
| «Мельбурн Найтс»     | Всього  | Всього                         | 43    | 3    | —     | —     | —          | —          | —     | —    | 43     | 3      |
| «Салернітана»        | 1996/97 | Серія B                        | 11    | 1    | —     | —     | —          | —          | —     | —    | 11     | 1      |
| «Сток Сіті»          | 1997/98 | Перший дивізіон                | 15    | 1    | 0     | 0     | 0          | 0          | 0     | 0    | 15     | 1      |
| «Манчестер Сіті»     | 1998/99 | Другий дивізіон                | 17    | 1    | 0     | 0     | 1          | 1          | 1     | 0    | 19     | 2      |
| «Манчестер Сіті»     | 1999/00 | Перший дивізіон                | 35    | 0    | 0     | 0     | 3          | 0          | 0     | 0    | 38     | 0      |
| «Манчестер Сіті»     | 2000/01 | Прем'єр-ліга                   | 33    | 2    | 2     | 0     | 4          | 0          | 0     | 0    | 39     | 2      |
| «Манчестер Сіті»     | 2001/02 | Перший дивізіон                | 37    | 1    | 1     | 0     | 2          | 0          | 0     | 0    | 40     | 1      |
| «Манчестер Сіті»     | 2002/03 | Прем'єр-ліга                   | 13    | 0    | 0     | 0     | 0          | 0          | 0     | 0    | 13     | 0      |
| «Манчестер Сіті»     | 2003/04 | Прем'єр-ліга                   | 5     | 0    | 0     | 0     | 0          | 0          | 4     | 0    | 9      | 0      |
| «Манчестер Сіті»     | Всього  | Всього                         | 139   | 3    | 4     | 0     | 10         | 1          | 5     | 0    | 158    | 4      |
| «Лестер Сіті»        | 2004/05 | Чемпіоншип                     | 30    | 1    | 3     | 0     | 1          | 0          | 0     | 0    | 34     | 1      |
| «Лестер Сіті»        | 2005/06 | Чемпіоншип                     | 18    | 1    | 0     | 0     | 3          | 0          | 0     | 0    | 21     | 1      |
| «Лестер Сіті»        | 2006/07 | Чемпіоншип                     | 25    | 1    | 2     | 0     | 1          | 0          | 0     | 0    | 28     | 1      |
| «Лестер Сіті»        | Всього  | Всього                         | 73    | 3    | 5     | 0     | 5          | 0          | 0     | 0    | 83     | 3      |
| «Брисбен Роар»       | 2007/08 | A-ліга                         | 15    | 0    | —     | —     | —          | —          | —     | —    | 15     | 0      |
| «Брисбен Роар»       | 2008/09 | A-ліга                         | 20    | 1    | —     | —     | —          | —          | —     | —    | 20     | 1      |
| «Брисбен Роар»       | 2009/10 | A-ліга                         | 14    | 1    | —     | —     | —          | —          | —     | —    | 14     | 1      |
| «Брисбен Роар»       | Всього  | Всього                         | 49    | 2    | —     | —     | —          | —          | —     | —    | 49     | 2      |
| «Мельбурн Найтс»     | 2010    | Прем'єр-ліга Вікторії          | 11    | 0    | —     | —     | —          | —          | —     | —    | 11     | 0      |
| «Сент-Олбанс Сейнтс» | 2011    | Прем'єр-ліга Вікторії          | 2     | 1    | —     | —     | —          | —          | —     | —    | 2      | 1      |
| «Веррібі Сіті»       | 2012    | Перший дивізіон штату Вікторія | 3     | 0    | —     | —     | —          | —          | —     | —    | 3      | 0      |
| Загалом              | Загалом | Загалом                        | 384   | 16   | 9     | 0     | 15         | 1          | 5     | 0    | 413    | 17     |

### Збірна
| Австралія |      |       |
| Рік       | Ігор | Голів |
| 1995      | 3    | 0     |
| 1996      | 3    | 0     |
| 1997      | 1    | 0     |
| 1998      | 0    | 0     |
| 1999      | 0    | 0     |
| 2000      | 11   | 1     |
| 2001      | 1    | 0     |
| 2002      | 0    | 0     |
| 2003      | 1    | 0     |
| 2004      | 2    | 0     |
| 2005      | 1    | 0     |
| Всього    | 23   | 1     |

#### Гол за збірну
| № | Дата           | Місце               | Суперник     | Рахунок | Результат | Змагання             |
| - | -------------- | ------------------- | ------------ | ------- | --------- | -------------------- |
| 1 | 19 червня 2000 | Стад-Патер, Папеете | Острови Кука | 3:0     | 17:0      | Кубок націй ОФК 2000 |

## Досягнення

### Клубний
- Чемпіон Австралії: 1994/95, 1995/96

### Міжнародний
- Чемпіон Океанії: 1996, 2000